# Thamnophis gigas
Thamnophis gigas (лат.) — вид змей из семейства ужеобразных.
Этот вид является эндемиком заболоченных мест Центральной долины в Калифорнии. 98% популяции в долине Сан-Хоакин вымерло из-за осушения водно-болотных угодий. Встречался также в долине Сакраменто в районах выращивания риса.
Тело длиной до 163 см. Яйцеживородящая змея.
Полуводный вид. Он активен при температуре воды 20 ° С или более, и находится в состоянии покоя под землёй, когда его водная среда обитания ниже этой температуры. Большую часть рациона змеи составляют рыба и лягушки.